# ناتاليا إيشتشنكو
ناتاليا إيشتشنكو (Natalia Ishchenko) (بالروسية: Ната́лья Серге́евна И́щенко) هي لاعبة أولمبية لرياضة سباحة متزامنة من روسيا. شاركت في الأولمبياد الصيفي في 2008–2012، وفازت بما مجموعه 3 ميداليات.

## الميداليات
| ذهب | فضة | برونز | المجموع |
| 3   | 0   | 0     | 3       |

## روابط خارجية
- ناتاليا إيشتشنكو على موقع الاتحاد الدولي للسباحة (الإنجليزية)
- ناتاليا إيشتشنكو على موقع أوليمبيديا (الإنجليزية)